# The Hobbit: The Battle of the Five Armies
The Hobbit: The Battle of the Five Armies és una pel·lícula d'alta fantasia, acció i èpica de 2014, dirigida per Peter Jackson i escrita per Jackson, Fran Walsh, Philippa Boyens i Guillermo del Toro. És la tercera i darrera part de l'adaptació cinematogràfica de la novel·la El hòbbit de J. R. R. Tolkien, després d'Un viatge inesperat (2012) i de La desolació de Smaug (2013), que conjuntament conformen una preqüela de la trilogia de Peter Jackson d'El Senyor dels Anells.
Va ser produïda per New Line Cinema, Metro-Goldwyn-Mayer i WingNut Films, i distribuïda per Warner Bros. Pictures. The Battle of the Five Armies va publicar-se l'11 de desembre de 2014 a Nova Zelanda, el 12 de desembre de 2014 al Regne Unit i el 17 de desembre de 2014 als Estats Units. És protagonitzada per Martin Freeman, Ian McKellen, Richard Armitage, Evangeline Lilly, Lee Pace, Luke Evans, Benedict Cumberbatch, Ken Stott i James Nesbitt. També compta amb la participació de Cate Blanchett, Ian Holm, Christopher Lee, Hugo Weaving i Orlando Bloom.
La pel·lícula va rebre crítiques dispars i va aconseguir uns ingressos de taquilla de $956 milions de dòlars a tot el món, convertint-se en la pel·lícula més taquillera de 2014 i la 40a pel·lícula més taquillera de la història. Als 87ens Premis Oscar va estar nominada a la millor edició de so.

## Argument
Bilbo Saquet i la resta de la companyia de Thorin Escut de Roure contemplen des d'Erebor com Smaug destrueix la Ciutat de l'Estany, en venjança pel seu intent de matar-lo (en la pel·lícula anterior). Bard l'Arquer aconsegueix escapar de la cel·la en la qual estava tancat, recupera la Fletxa Negra amb l'ajuda del seu fill Bain i la fa servir per matar Smaug. El cos de Smaug cau sobre de la barca de Governador, qui egoistament pretenia fugir de la ciutat juntament amb les seves riqueses. Convertit en el nou líder dels supervivents de la Ciutat de l'Estany, Bard decideix buscar refugi en les ruïnes de la Vall, mentre Légolas i Tauriel es disposen a viatjar a la Muntanya Gundabad per investigar sobre les recents accions dels orcs. A Erebor, Thorin ha caigut sota el "mal del drac" a l'haver recuperat el regne i el tresor, i està completament obsessionat amb trobar la Pedra de l'Arca, que es troba en poder de Bilbo, però el hobbit no s'atreveix a donar-per temor que la seva 'malaltia' empitjori. A l'assabentar-se que els supervivents de l'atac de Smaug han arribat a la Vall, Thorin ordena segellar l'entrada d'Erebor.
A Dol Guldur, Gandalf es troba presoner de Sauron, però Saruman, Elrond, Galadriel i Radagast van a ajudar-lo. Radagast se'n porta d'allí a Gandalf mentre Elrond, Saruman i Galadriel lluiten contra els Nazgûl; posteriorment s'enfronten a Sauron i Galadriel aconsegueix que fugi de la fortalesa. Mentrestant, l'exèrcit de orcs dirigit per Azog el Profanador es dirigeix a Erebor per conquerir-la. A Gundabad, Légolas i Tauriel són testimonis de com Bolgo, per ordre de Azog, convoca al seu exèrcit de trasgs i ratpenats perquè ajudin a la conquesta d'Erebor.
Un exèrcit d'elfs liderat per Thranduil apareix a la Vall i Thranduil revela a Bard que té pensat atacar Erebor i reclamar unes joies èlfiques que el rei Thror en el seu moment els va arrabassar i que es troben en el tresor de la Muntanya. En aliança amb Thranduil, Bard va a Erebor i tracta de raonar amb Thorin perquè compleixi la seva promesa de lliurar una part del tresor a la gent de la Ciutat de l'Estany, però Thorin es nega. Posteriorment, Gandalf apareix a la Vall i tracta d'advertir a Bard i Thranduil de l'atac de Azog, però Thranduil no el creu. Bilbo surt d'amagat d'Erebor i els lliura la Pedra de l'Arca a Bard i Thranduil amb la intenció que la facin servir per obligar Thorin a negociar i així evitar una guerra. Quan Bard i Thranduil es presenten a Erebor juntament amb els seus respectius exèrcits i li mostren a Thorin que tenen la Pedra de l'Arca, Thorin arriba a creure que és una farsa, fins que Bilbo li revela que els la va lliurar i el renya per haver-se deixat portar per la cobdícia fins al punt de desconfiar dels seus amics. Veient això com una traïció, Thorin s'enfada i tracta de matar a Bilbo, però Gandalf intervé i sermoneja Thorin perquè deixi anar al hobbit. L'arribada d'un exèrcit de nans dels Pujols de Ferro liderat per Dain Peu de Ferro (cosí de Thorin) fa que la batalla entre nans, homes i elfs sembli imminent, però són interromputs quan devoradors de la Terra emergeixen des del sòl, obrint més el pas a l'exèrcit d'Azog. Amb els orcs superant en nombre a l'exèrcit de Dáin, els exèrcits de Bard i Thranduil s'uneixen, juntament amb Gandalf i Bilbo. Els orcs també ataquen la Vall.
Dins d'Erebor, Thorin pateix al·lucinacions traumàtiques, per finalment recupera el seny i lidera els seus companys nans a la batalla. Thorin, Dwalin, Fili i Kili cavalquen fins al pujol del Corb amb la intenció de matar a Azog; Bilbo els segueix usant l'Anell Únic. Légolas i Tauriel arriben per advertir de l'arribada de Bolgo. Fili és capturat i assassinat per Azog davant de Thorin, Bilbo, Dwalin i Kili. Mentre Thorin i Azog lluiten a mort, Bolgo deixa inconscient a Bilbo, derrota a Tauriel i mata Kili, que havia acudit en ajuda de l'elfa. Légolas lluita contra Bolgo i finalment aconsegueix matar-lo. Thorin per la seva banda aconsegueix matar Azog, però el també queda mortalment ferit durant la lluita. Les Àguiles van a la batalla juntament amb Radagast i Beorn i ajuden a derrotar els orcs i els trasgs. Finalitzada la batalla, Bilbo torna en si i fa les paus amb un moribund Thorin qui li diu que si les persones es valoressin més que l'or el món seria un lloc més feliç. Finalment superat per les seves ferides mor en els braços d'un desconsolat Bilbo. Légolas li diu al seu pare que no desitja tornar al Regne del Bosc, i Thranduil li aconsella que vagi al nord per reunir-se amb un salvatge conegut com a Trancos. Després, Tauriel conversa amb Thranduil i li pregunta per què sent tant dolor i ella diu que l'amor que sentia per Kili era veritable.
Posteriorment, Bilbo s'acomiada de la resta de la Companyia i juntament amb Gandalf inicien el viatge de tornada a la Comarca. A prop de la Comarca, Gandalf s'acomiada de Bilbo i li fa saber que és conscient que porta un anell màgic. Bilbo recorda a Thorin no només com una llegenda sinó com el seu amic. Bilbo torna a Saquet Tancat només per veure que ha estat donat per mort a causa de la seva llarga absència i les seves pertinences estan sent subhastades. Bilbo resol l'embolic, però troba la seva casa buida. 60 anys més tard, un Bilbo de 111 anys rep la visita de Gandalf, iniciant així els esdeveniments de "La Comunitat de l'Anell".

## Repartiment

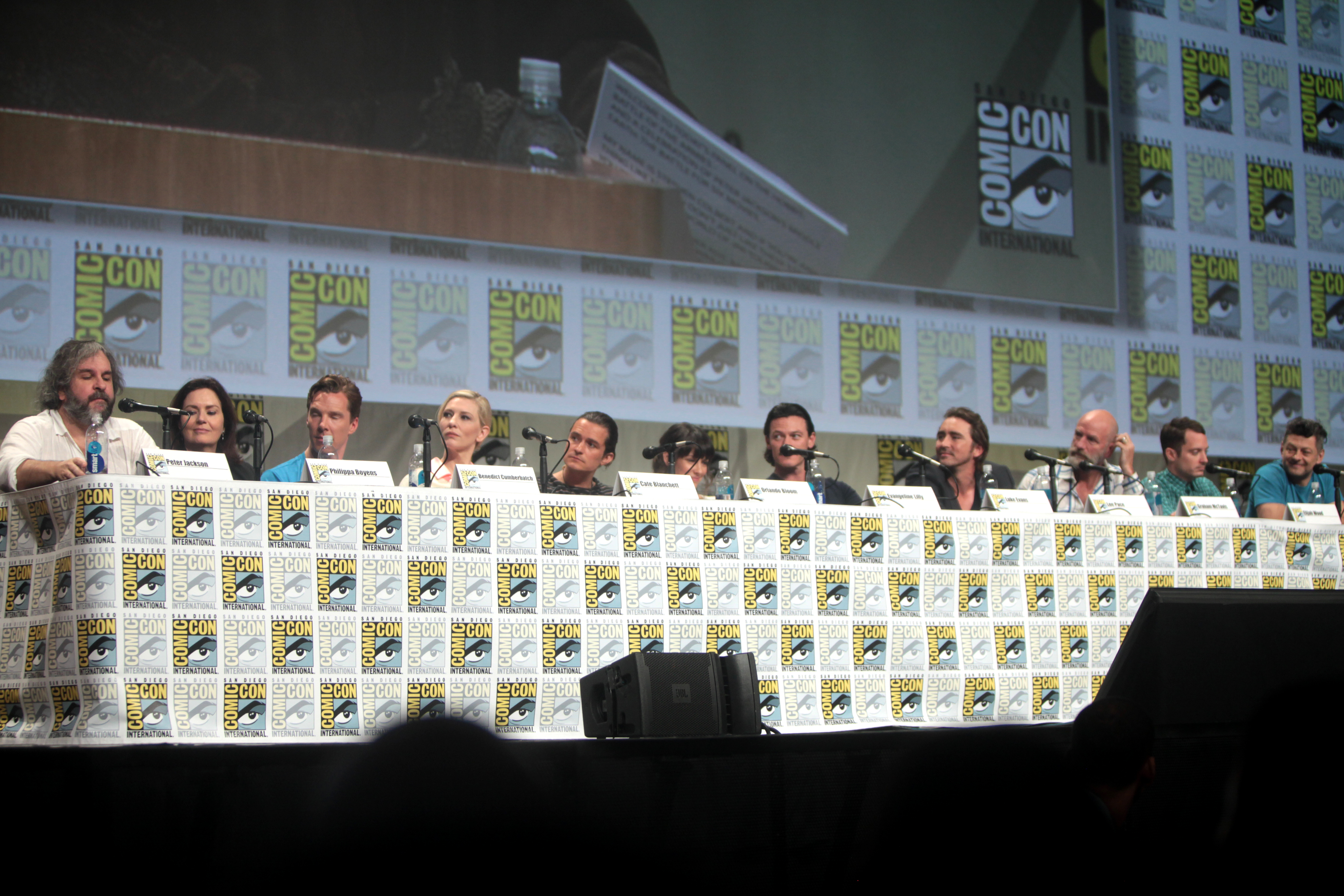
Panell de la pel·lícula a la Convenció Internacional de Còmics de San Diego de 20141

- Martin Freeman en el paper de Bilbo Saquet
  - Ian Holm en el paper de Bilbo Saquet de vell
- Ian McKellen en el paper de Gàndalf el Gris
- Richard Armitage en el paper de Thorin[2]
- Luke Evans en el paper de Bard l'Arquer
- Orlando Bloom en el paper de Légolas
- Evangeline Lilly en el paper de Tauriel
- Lee Pace en el paper de Thranduil[3]
- Graham McTavish en el paper de Dwalin
- Ken Stott en el paper de Balin
- Aidan Turner en el paper de Kili[3]
- Dean O'Gorman en el paper de Fili
- Benedict Cumberbatch en el paper de Smaug i Sàuron[2]
- Manu Bennett en el paper de Azog
- Mark Hadlow en el paper de Dori
- Jed Brophy en el paper de Nori
- Adam Brown en el paper de Ori
- John Callen en el paper de Oin
- Peter Hambleton en el paper de Gloin
- William Kircher en el paper de Bifur
- James Nesbitt en el paper de Bofur[3]
- Stephen Hunter comas Bombur
- Cate Blanchett en el paper de Galadriel[2]
- Hugo Weaving en el paper de Elrond
- Christopher Lee en el paper de Sàruman el Blanc
- Sylvester McCoy en el paper de Ràdagast el Bru
- John Tui en el paper de Bolg[4]
- Billy Connolly en el paper de Dain
- Mikael Persbrandt en el paper de Bèorn
- Stephen Fry en el paper de el governador de la Ciutat del Llac
- Ryan Gage en el paper de Alfrid Lickspittle
- Mark Mitchinson en el paper de Braga
- John Bell en el paper de Bain
- Peggy i Mary Nesbitt en el paper de Tilda and Sigrid
- Simon London en el paper de Feren